# レイトン教授と不思議な町
『レイトン教授と不思議な町』（レイトンきょうじゅとふしぎなまち）は、レベルファイブから2007年2月15日に発売されたニンテンドーDS用ゲームソフト。レイトン教授シリーズの第1シリーズ第1弾である。2018年5月31日には、スマートフォンで同年6月に配信予定であると発表があり、発表から8日後の6月8日に配信が開始された。価格は1,200円だが、2018年8月9日までは、レイトン教授復活記念セールを実施、960円で購入が出来た。
キャッチコピーは「ナゾトキ×ストーリー」。

## 概要
ゲーム中出題されるナゾ（パズル）を解きつつ、ストーリーを進めていくアドベンチャーゲーム。ゲーム中には120のナゾ、ある条件を満たすことで出現する「レイトンからの挑戦状」に15のナゾが収録されている。この135のナゾに加え、「週刊ナゾ通信」として発売後約1年間の予定で毎週木曜日にナゾが追加されているナゾをWi-Fiを介する事でダウンロードできる。
ナゾにはそれぞれヒントが3つ用意されているが、ヒントを得るにはゲーム内にあるヒントメダルを1枚使用しなければならない（週刊ナゾ通信は除く）。ゲーム内ヒントメダルの数は限られている。
日本ゲーム大賞2007年度優秀賞受賞。
2008年10月以降は「フレンドリー版」が出荷されている。「フレンドリー版」での変更点は『週刊ナゾ通信』で配信されていた問題を収録、漢字にふりがなを追加、一部の問題文を修正となっている。また2008年から海外での販売も行われている（販売・発売は任天堂が担当）。
発売以来長く売れ続け、2011年5月10日に日本国内累計出荷本数100万本突破を発表した。

## ストーリー
ナゾトキで有名な考古学者、レイトン教授は、大富豪の未亡人であるサロメ夫人から遺産相続の条件となる「黄金の果実」の捜索を依頼された。しかし、訪れた屋敷の中で殺人事件が発生してしまう。レイトン教授は助手のルーク少年と共に、夫人からの依頼、殺人事件の解決に挑む。

## 登場キャラクター
レイトン教授声：大泉洋
本名エルシャール・レイトン。有名な考古学者で不思議研究の第一人者。新聞に載ったのがキッカケで今回の捜索を依頼された。大きなシルクハットが特徴的な英国紳士。
「黄金の果実」を探すという大きな「ナゾ」を解くため不思議な町へやってきた。
ルーク少年声：堀北真希
本名ルーク・トライトン。自称レイトン先生の助手で、非常に動物好き。動物と話せる特技を持つ。堀北は本作で声優初挑戦となる。
謎の少女声：能登麻美子
不思議な町を探索するレイトンとルークの前に時々現れては、意味深な言葉を残していく。
アレン・ラインフォード
事件の発端の大富豪で本編では既に故人。生前は亡き妻、娘であるアロマに対しては愛情が深く、死ぬ間際までアロマの身を案じていたようである。
アロマ
ラインフォード氏の1人娘。容姿は肖像画で確認できるが、本編開始時点では行方が分からないようである。
サロメ夫人声：田中敦子
ラインフォード氏の前妻に瓜二つの後妻。少々高飛車だが、前妻の娘・アロマを愛している様子。「黄金の果実」探しをレイトンに依頼した。
マシュー
ラインフォード邸の執事。ワガママなサロメに振り回されるなど苦労が絶えない。レイトンに対して信頼を寄せており、積極的に協力する。
怪しい老人声：清川元夢
夜になると街に出没する謎の老人。大きな袋を抱えて、夜な夜な町を歩き回っている。
チェルミー警部声：斎藤志郎
かなり強面な、ロンドン警察の敏腕警部。レイトンが捜査に介入するのをよく思っておらず、何かにつけて突っかかってくる。殺人事件を解決するため不思議な町へやってきたといっているが、どこか不審な点がある。
ドン・ポール声：稲葉実
レイトンをライバル視してる科学者。
ラモン
ラインフォード家の使用人。だが、仕事はマシューに押し付けて、よくサボるらしい。
ロイ
ラインフォード氏の甥で、依頼人の1人。相当な捻くれ者でレイトンに対しても本人かどうか確かめるために直接謎を出すほどである。後に殺人事件に巻き込まれてしまう。
ボブ
ラインフォード氏の弟で、依頼人の1人。ずんぐりとした巨漢。ケチな性格が災いしてか今なお独身であり本人も気にしている。
ヒゲマフラー
不思議な町の住人の一人。レイトン達にアドバイスをしたりしていた。エンディングでは、町を出て行くようだった。
ストーリーには関係ないが、第一シリーズ皆勤。
ナゾーバ
不思議な町の住人の一人。レイトン達が見のがしたナゾをいつのまにか回収している。
自称美貌の占い師。シリーズ皆勤。
ポーロ
東洋の探検家。極度の方向オンチで、なぜか人が行かなさそうな場所で道に迷っている。
ストーリーには関係ないが、第一シリーズ皆勤。

## プロモーションサイト
公式サイトのプロモーションサイトにて、「密着ナゾトキ・チャレンジ」というタイトルで大泉洋がナゾにチャレンジするプロモーションビデオを視聴することができる。また監修の多湖輝がナゾの面白さについて語っている。

## 不具合
ゲームをクリアしてエンディングのスタッフロールを見た後で「ゲームクリア情報をセーブしますか?」というメッセージが出るが、この時に「いいえ」を選択するとゲームのセーブデータが破損することがある。
そのため、オフィシャルサイトではスタッフロールを見た後は必ずセーブを行うように告知されている。

## その他
NTTドコモの携帯電話、P906i、P-01A、P-03Aのプリインストールiアプリに当ソフトが入っている。
ただし、DS版とはナゾが異なる。